# 周波数コム
光周波数コム（ひかりしゅうはすうコム、英: optical frequency comb）は、スペクトルが離散的で等間隔に並んだ周波数線からなるレーザー光源をいう。光周波数コムは様々な機構で生成することができるが、連続波レーザーに対する周期的変調（振幅変調および位相変調）、非線形媒質中における4光波混合、モードロックレーザーにより生成されたパルス列の安定化などが挙げられる。モードロックレーザーを用いた機構は、多大な労力の末に21世紀への変わり目ごろに開発された技術であり、2005年度ノーベル物理学賞の半分はこの業績を受賞理由としてジョン・ホールとテオドール・ヘンシュが共同受賞した。
理想的な周波数コムを周波数領域表示すると、次のような等間隔周波数を中心とするデルタ関数群の和となる。
{\displaystyle f_{n}=f_{0}+n\,f_{r}}
ここで、 {\displaystyle n} は整数、 {\displaystyle f_{r}} は櫛の歯同士の間隔（モードロックレーザーの往復速度や変調周波数に等しい）、{\displaystyle f_{0}} はキャリアオフセット周波数であり、{\displaystyle f_{r}} よりも小さい。
1オクターヴにわたる周波数コムは、{\displaystyle f_{0}} の直接計測（とそのドリフトの補正）に使うことができる。したがって、1オクターヴにわたる周波数コムはキャリア・エンベロープ位相補正フィードバックループ内の圧電駆動ミラーの制御に利用することができる。光周波数コムの二つの自由度（{\displaystyle f_{r}} と {\displaystyle f_{0}}）を安定化できる機構であれば、どんな機構でも光周波数の直接測定のための光周波数から電波領域の周波数へのマッピングに便利な周波数コムを生成することができる。

時間領域表示した光の超短パルス。電場はガウス関数を包絡線とする正弦波を描いて変動する。パルス長は数百フェムト秒程度のオーダーである。

## レーザー周波数コム生成の機構

### モードロックレーザーを使う機構

ディラックコムとは、有限の間隔 T で並ぶディラックのデルタ関数の級数である。時間領域ディラックコムのフーリエ変換は周波数領域のディラックコムとなる。

光周波数コムを生成する最も普及している方法はモードロックレーザーである。この型のレーザーはレーザー発振器の往復時間を間隔とする光パルス列を生成する。このようなパルス列のスペクトルは近似的に、レーザーの往復速度（repetition rate、往復時間の逆数）を間隔とするディラックのデルタ関数の級数とみなせる。この、鋭いスペクトル線の列を周波数コムもしくは周波数ディラックコムと呼ぶ。
光周波数コムを生成するために最も一般的に使われるレーザーは、 Ti:サファイア固体レーザーとEr:ファイバーレーザーであり、典型的には100 MHzから1  GHz程度の往復速度が用いられるが、10  GHzまで高くすることもある。

### 4光波混合を応用する機構
4光波混合とは3つの周波数 {\displaystyle f_{1},f_{2},f_{3}} を持つ強い光が相互作用し、第4の周波数{\displaystyle f_{4}=f_{1}+f_{2}-f_{3}}の光を生じる過程をいう。3つの周波数が完全な間隔の周波数コムの一部である場合、第4の周波数は数学的に必然的に同じコムの一部となる。
二つ以上の周波数の等間隔に並んだ強い光から始めて、この過程を用いてさらなる等間隔に並んだ周波数を持つ光を生成することできる。たとえば、2つの周波数 {\displaystyle f_{1},f_{2}} を持つ光子が多量に存在するとき、4光波混合により新たな周波数 {\displaystyle 2f_{1}-f_{2}}を持つ光が生じる。この新たな周波数がやがてより強度を増し、連鎖的に同じコムを構成するさらに新たな周波数を生じさせる。
したがって、光周波数コムを生じさせる概念的に単純な方法として、2つのわずかに異なる周波数をもつレーザーを同時にフォトニック結晶ファイバーに通すことが挙げられる。すると、上述の通り4光波混合により光周波数コムが生成される。

#### マイクロ共振器を用いる機構
もう1つ、4光波混合を用いる光周波数コムとしてカー周波数コムが挙げられる。この場合、単一のレーザーをマイクロ共振器（たとえばささやきの回廊モードを持つガラスマイクロディスク）に入射させる。 この種の構造は自然に等間隔に並んだ周波数の共鳴モードを持つ（ファブリ・ペロー干渉計に類似）。厳密には、この共鳴モードは分散のため等間隔で並んでいないものの、上述の4光波混合効果により安定化することで完全な周波数コムを生じさせることができる。基本的には、この系は共鳴モードに重なりあう範囲でできるかぎり多くの完全な周波数コムを生じさせる。実際には、非線形光学効果によって共鳴モードをずらすことで、より多くの完全コムとの重なり合いを向上させることができる（共鳴モード周波数は屈折率に依存するが、これは光学カー効果により変更できる）。
時間領域で見れば、この構造から生じる光は、モードロックレーザーによるものとは違いパルス列にはならないが、周波数領域でみれば安定な周波数コムとなる。

### 連続レーザーの電気光学変調を利用する機構
光周波数コムは連続レーザーを外部変調器によ無線周波帯の振幅変調および位相変調を行うことで生じさせることができる。この方法では、所与の連続レーザー周波数を中心周波数とし、変調周波数、往復速度は外部無線周波数源により決まる。この手法の利点は、モードロックレーザーに比べて往復速度をより高く (>10  GHz) することが可能な点と、コムの2つの自由度を独立に設定できる点である。スペクトル線の数はモードロックレーザーよりも低い（典型的には数十本）が、帯域幅は非線形ファイバーを使うことにより大きく広げることができる。この種の光周波数コムは通常電気光学周波数コム (electrooptic frequency comb) と呼ばれる。初期の方式ではファブリ・ペロー共振器内に位相変調器を組み込んだが、電気光学変調器の進歩により新たな配置が可能となっている。

### 電子工学における低周波コム
パルス列を生成する純粋に電子的な装置により周波数コムを生成することもできる。これらは電子サンプリングオシロスコープに用いられるが、この周波数は最高で 1 THz に達するので、マイクロ波の周波数比較にも用いられる。この周波数コムには 0 Hz が含まれるので、後述する細工は必要ない。

## 周波数コムを1オクターヴ幅まで広げる
様々なアプリケーションで、周波数コムは最低1オクターヴの幅が必要とされる 。つまり、スペクトルの最高周波数が最低周波数の少なくとも2倍なければならない。次の3つの技術のうちいずれかを使うことができる。
- 非線形フォトニック結晶ファイバー（英語版）もしくは組み込み導波路中におけるスーパーコンティニューム（英語版）発生
- 発振器内自己位相変調を用いる Ti:サファイアレーザー
- 長い結晶中では、第二次高調波発生が起こりうる。これに続いて和周波数発生を起こさせることにより1次高調波および2次高調波が重なるまで広がる。

これらの過程は、上述の理由と同様の理由で同じコムに属する新たな周波数を生じさせる。

## キャリア・エンベロープオフセット測定

キャリア・エンベロープオフセットの原因となる群速度と位相速度の違い。この図では、振幅最大点の移動をみると群速度は右向きであるが、零点（波と軸の交点）の移動を見ると位相速度は左向きであることがわかる。

右図に光学位相とエンベロープ（包絡線）の最大点とのオフセットが増加していく様子を示す。各スペクトル線は往復速度の高調波からキャリア・エンベロープオフセット周波数分ずれる。キャリア・エンベロープオフセット周波数はキャリア（搬送波）周波数のピークがパルスエンベロープのピークからパルス毎にみてずれていく率である。
キャリア・エンベロープオフセット周波数の計測は通常自己参照技術、すなわちある部分のスペクトルの位相とその高調波の位相とを比較することにより行われる。いくつか別のアプローチの可能性も1999年に提案されている。非線形光学過程がひとつしか必要でない最も単純な2つのアプローチを下に説明する。
'f − 2f ' 技術では、広帯域スペクトルの低エネルギー光側の周波数が非線形結晶中における第二次高調波発生により二倍となり、スペクトルの高エネルギー側との間にヘテロダインうなりが生じる。このうなり信号はフォトダイオードにより検知可能で、差周波数成分、すなわちキャリア・エンベロープオフセット周波数成分を含む。
その他にも、差周波数発生を利用することもできる。広帯域化されたスペクトルの両端の光から、非線形結晶内で差周波数発生を起こさせ、その乗算混合光とオリジナル光と同じ波長の光との間のヘテロダインうなりを計測する。このうなり周波数はこのうなり信号はフォトダイオードにより検知可能で、キャリア・エンベロープオフセット周波数に等しい。
直接測定されるのは位相であって周波数ではないため、周波数をゼロにあわせてさらに位相をロックすることが可能であるが、レーザーの強度とこの検知器があまり安定ではないのと、スペクトル全体が位相ソース内でうなるため、往復速度の分数で位相をロックする必要がある。

## キャリア・エンベロープオフセット制御
能動的安定化を行わない場合、往復速度とキャリア・エンベロープオフセット周波数は自由にドリフトする。これらは共振器長さ、レーザー光学素子の屈折率、カー効果など非線形効果の変化につれて変動する。往復速度は圧電トランスデューサにより鏡を動かし、共振器長さを変化させることにより安定化させることができる。
分散制御にプリズムを利用する Ti:サファイアレーザーでは、キャリア・エンベロープオフセット周波数はプリズム対の端の高反射率鏡を傾けることにより制御することができる。これは圧電トランスデューサを使って行うことができる。
高往復速度 Ti:サファイアリングレーザーでは、ダブルチャープミラーが分散制御に用いられることが多く、音響光学変調器によるポンプパワーの変調がオフセット周波数の制御に用いられることが多い。位相滑りはカー効果に強く依存し、ポンプパワーを変化させることによりレーザーパルスのピーク強度を変化させることができ、したがってカー位相シフトを変化させることができる。このシフトは 6 rad よりもはるかに小さいため、粗い調整のためには追加の機器が必要となる。1対の楔の片方を共振器内レーザービームに出し入れすることによりその目的を達することができる。
実用的光周波数コムを実現させたブレークスルーは、キャリア・エンベロープオフセット周波数を安定させる技術が開発されたことであった。
キャリア・エンベロープオフセット周波数を安定化するもうひとつの方法として、差周波数発生 (DHG) を用いて完全に打ち消す方法がある。広帯域化されたスペクトルの両端の光の差周波数を非線形結晶内で発生させるとき、生じる光周波数コムはキャリア・エンベロープオフセットがない。なぜなら、DHG に寄与する二つのスペクトル部分は全く同じキャリア・エンベロープオフセット周波数を持つからである。これは1999年に初めて提案され、近年通信波長帯のエルビウムファイバー光周波数コムを使い実証された。このシンプルなアプローチには、それまでの安定化技術には必要だった電子的フィードバックループが必要でないという利点がある。このことから、環境的摂動に対してよりロバストで安定となる。

## 応用

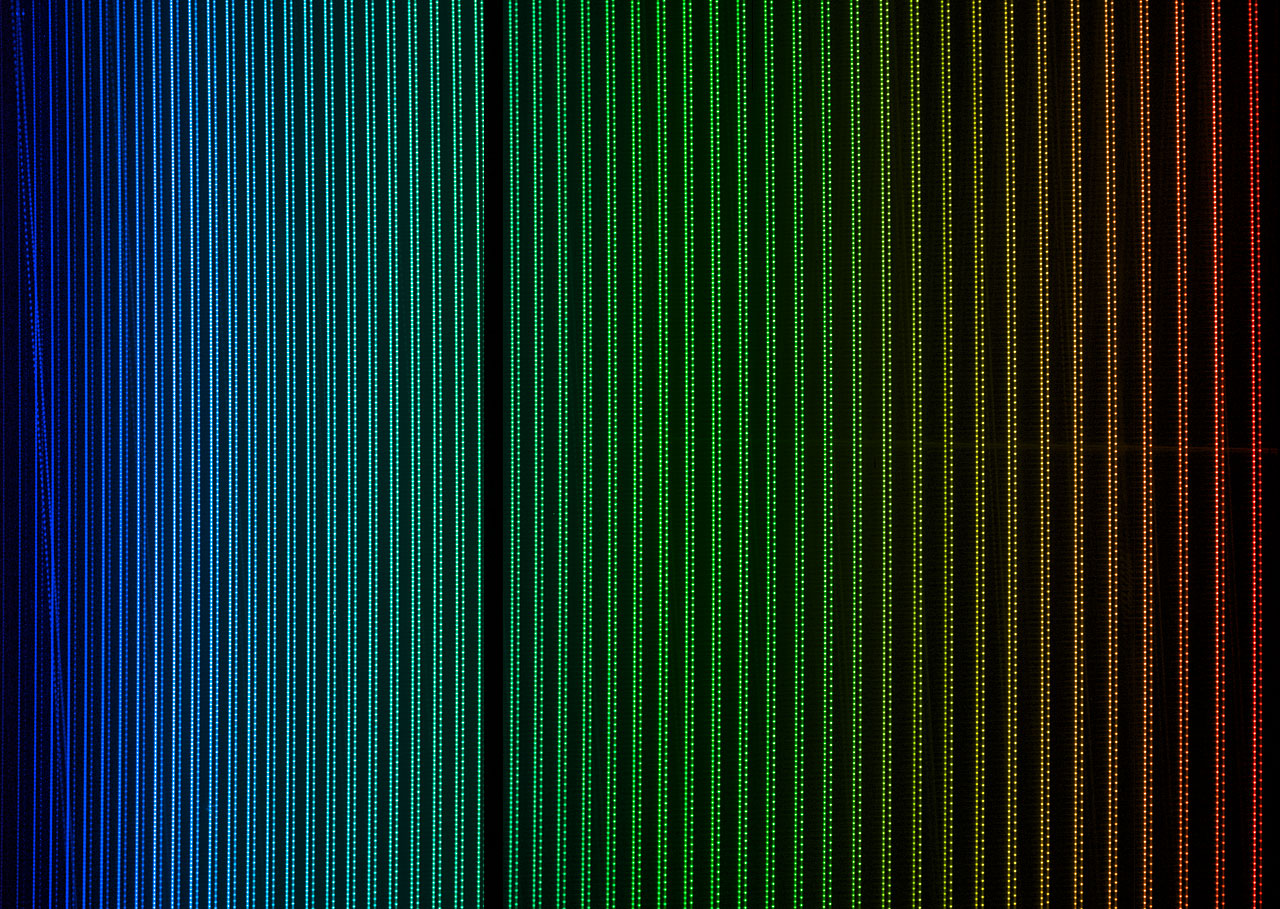
高精度視線速度系外惑星探査装置に設置されている二つのレーザー周波数コムからの光のスペクトル

光周波数コムは無線周波帯の周波数標準を光学周波数に直接リンクすることを可能とする。現在の、原子時計などの周波数標準はマイクロ波領域で動作するが、光周波数コムにより、それらの時計の精度を電磁波スペクトルの光領域にまで持ち込むことができる。単純な電子的フィードバックループにより往復速度を周波数標準にロックすることができる。
この技術には、2つの別々の応用がある。1つは、ある光周波数と周波数コム中のある歯とをフォトダイオード上で重ね合わせ、うなり信号と往復速度、キャリア・エンベロープオフセット周波数と、無線周波とを比較する光学時計 (optical clock) である。光学的計量学、周波数チェインの発生、光学的原子時計、高精度分光、高精度 GPS 技術などの応用がある。
もう1つは、超閾電離、アト秒パルス、高効率非線形光学、高調波発生などの超短パルスを用いた実験が挙げられる。これは単一パルスのこともあり、その場合コムは存在せずキャリア・エンベロープオフセット周波数は定義できず、代わりにキャリア・エンベロープオフセット位相が重要となる。2個目のフォトダイオードを追加し、シングルショットで位相と振幅を集めたり、パワー効率は低いがシングルショットに基いて差周波数発生に用いられることもある。
実際にコムがない場合、位相・周波数関係に着目することができる。キャリア・エンベロープがない場合、全ての周波数はコサイン波となる。すなわち、全ての周波数が位相 0 を持。時間原点は任意にとることとする。後でパルスが来ると、位相は周波数に対して線形に増加するが、ゼロ周波数の位相はゼロのままである。この、ゼロ周波数位相がキャリア・エンベロープオフセットである。2次高調波は周波数が二倍になるだけでなく位相も二倍となる。すなわち、ゼロオフセットパルスの場合にのみ低周波数テールの2次高調波が無線周波テールと位相が一致することになる。直接電場再構成用スペクトル位相干渉測定 (SPIDER) は位相が周波数とともにどのように増加していくかを計測するが、オフセットを決定することはできないので、「電場再構成」という名前は若干ミスリーディングである。
近年、周波数コムは天文学における分光学的観測を拡張する技術、"astro-comb" 用途への応用が興味を集めており、例えばすばる望遠鏡の赤外線ドップラー装置に用いられている。
キャリア・エンベロープオフセット周波数を無線周波信号にロックする必要のない用途もある。なかでも、光通信や任意光波形の合成、無線周波フォトニクスが挙げられる。

## 歴史
テオドール・W・ヘンシュとジョン・L・ホールは2005年のノーベル物理学賞の半分を、その光周波数コム技術を含めたレーザーベースの高精度分光学の発展への寄与に対して共同受賞した。この賞のもう半分はロイ・グラウバーが受賞した。
やはり2005年、フェムト秒コム技術は極端紫外光領域まで拡張され、この領域における周波数計量が可能となった。

## 関連文献
- John L Hall & Theodor W Hänsch (2004). “History of optical comb development”. In Jun Ye, Steven T. Cundiff. Femtosecond optical frequency comb. Springer. ISBN 0-387-23790-9
- Andrew M. Weiner (2009). Ultrafast Optics. Wiley. ISBN 978-0-471-41539-8